# Muna, Mexiko
Muna är en ort i Mexiko.   Den ligger i kommunen Muna och delstaten Yucatán, i den östra delen av landet, 1 000 km öster om huvudstaden Mexico City. Muna ligger 25 meter över havet och antalet invånare är 11 363.
Terrängen runt Muna är platt. Runt Muna är det ganska glesbefolkat, med 42 invånare per kvadratkilometer. Muna är det största samhället i trakten. I omgivningarna runt Muna växer i huvudsak lövfällande lövskog.